# Port lotniczy Baucau
Port lotniczy Baucau (port. Aeroporto Cakung) (IATA: BCH, ICAO: WPEC) – port lotniczy w Timorze Wschodnim, zlokalizowany 6,5 kilometra na zachód od Baucau. Jest to drugi co do wielkości port lotniczy tego kraju.